# Aleiodes melanopterus
Aleiodes melanopterus är en stekelart som först beskrevs av Wilhelm Ferdinand Erichson 1848.  Aleiodes melanopterus ingår i släktet Aleiodes och familjen bracksteklar. Inga underarter finns listade i Catalogue of Life.